# Jezioro (województwo śląskie)
Jezioro – wieś w Polsce położona w województwie śląskim, w powiecie kłobuckim, w gminie Wręczyca Wielka.
W latach 1975–1998 miejscowość administracyjnie należała do województwa częstochowskiego.
Klub piłkarski Huragan Jezioro, występujący w A-klasie podokręgu Lubliniec. W miejscowości tej znajduje się leśniczówka leśnictwa Jezioro - Nadleśnictwo Herby. Nazwa miejscowości pochodzi od malowniczego jeziora śródleśnego z wieloma gatunkami roślin chronionych, m.in. rosiczką okrągłolistną; jego obszar wraz z otaczającym go bagnem jest chroniony jako użytek ekologiczny „Bagno w Jeziorze”.